# Gadna (Israel)

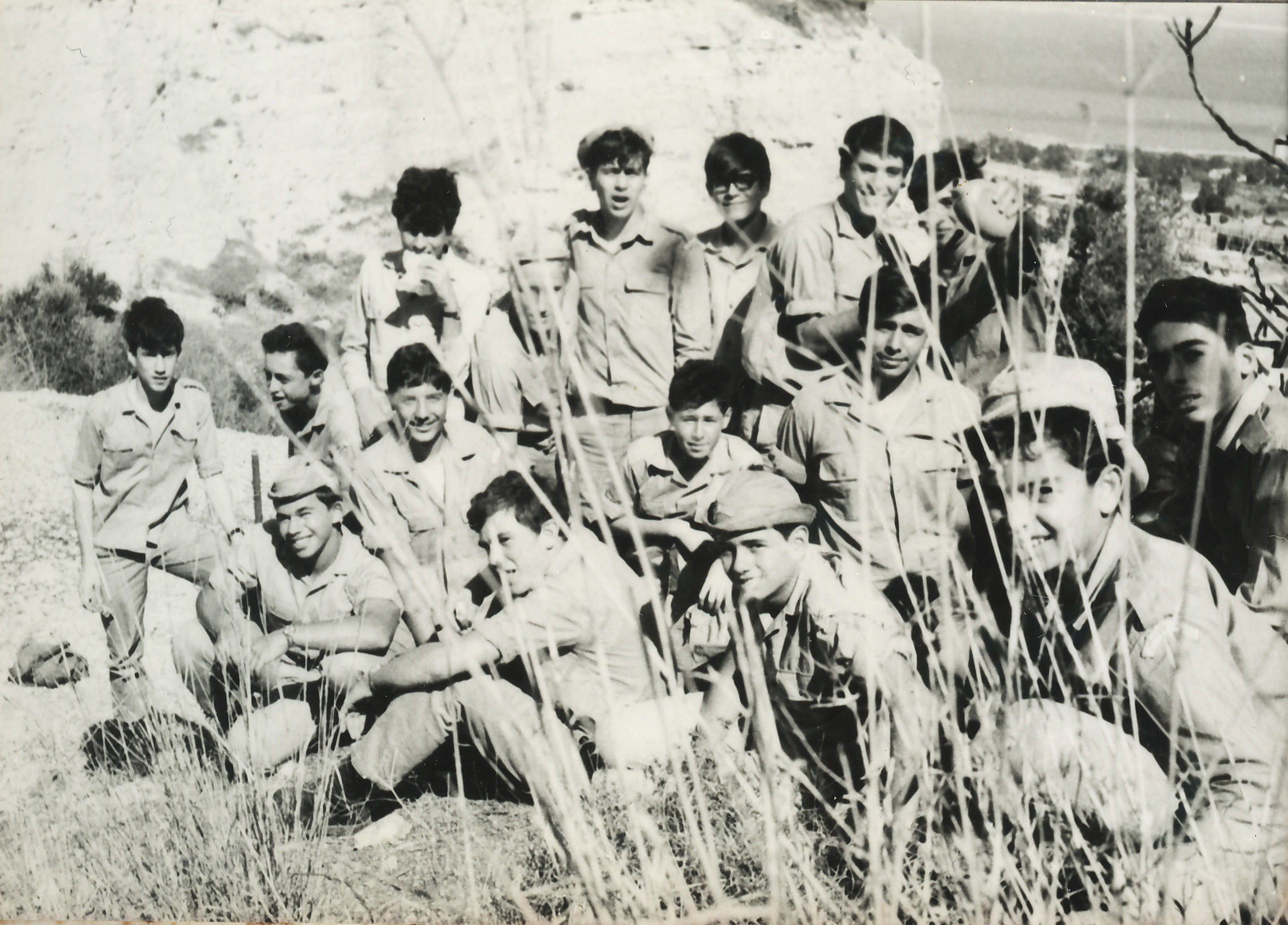
Gadna klass 1969

Gadna (hebreiska: גדנ"ע) är ett israeliskt militärprogram för att förbereda ungdomar för deras obligatoriska militärtjänst i den israeliska armén eller gränspolisen. Det är ett veckolångt program för disciplin och militär utbildning som drivs av soldater i infanteribrigaden Nahal (eller soldater som rekryterats särskilt för denna tjänst) och som tar emot uppskattningsvis 19 000 israeliska ungdomar årligen samt åtskilliga utländska ungdomar.

## Historia

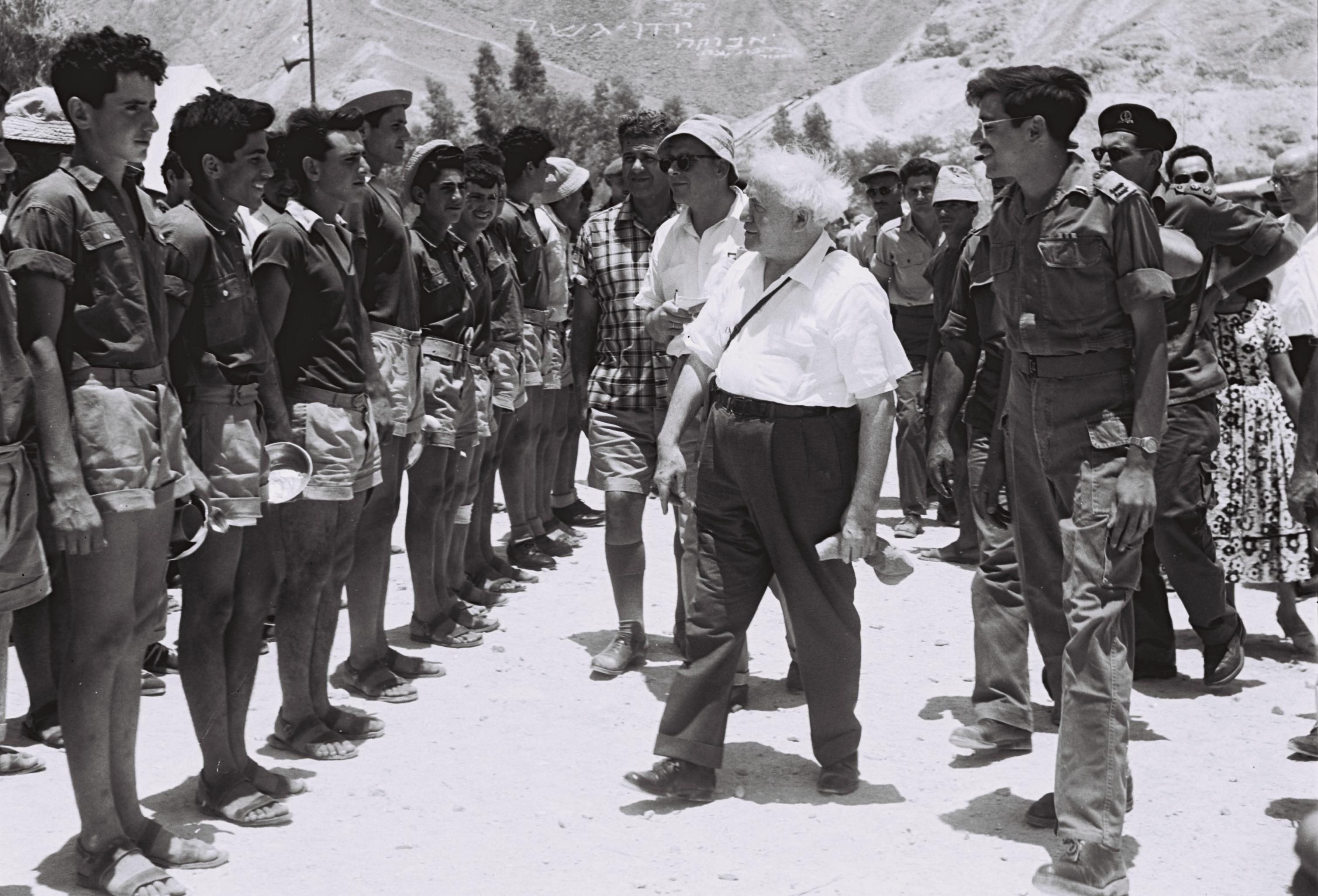
Gadna bas 1957

Gadna, en förkortning för Gdudei No'ar ( hebreiska: גדודי נוער; lyder ungdoms bataljoner), var en organisation för ungdomar skapats före den israeliska självständighetsförklaringen Vid sidan av förberedande utbildning för militärtjänstgöring , Gadna klubbar lärde sionistiska historia, främjade kärlek till landet Israel och uppmuntrade medlemmarna att delta i jordbruket och frivillig. Sociala aktiviteter ingår läsningar av ideologiska material från Labor sionistiska tidningar och publikationer.
Programmet grundades i början av 1940-talet av Haganah , som blev kärnan i IDF . Tusentals Gadna medlemmar kämpade i Israels självständighetskrig .
I juni 1949 Knesset passerade en lag som kräver män och kvinnor som var fysiskt och psykiskt lämpad att tjänstgöra i militären från 18 års ålder Lagen också för inrättandet av Gadna halv militär ram för att förbereda gymnasieelever för militärtjänst .